# أطفال الذرة (2009)
أطفال الذرة (بالإنجليزية: Children of the Corn)‏ فيلم رعب تم انتاجه في الولايات المتحدة وصدر سنة 2009 من بطولة ديفيد اندرس وكانديس مككلور وبريستون بيلي والفيلم مقتبس من رواية تحمل نفس الاسم من تاليف ستيفين كينغ.

## القصة
سنة 1963 تظهر طائفة من الأطفال يقومون بعبادة شئ يسمونه (الذي يسير خلف الصفوف) وهو يقول إن أي شخص وصل لسن البلوغ (سن البلوغ كان 20 ثم أصبح 19 لأسباب مذكورة في الفيلم) يجب أن يموت سواء كان مؤمن به أو لا. وعندهم نبي يتكلم مع (الذي يسير خلف الصفوف) في منامه والنبي عندما يصل سن البلوغ يجب أن يخلفه غيره. بعد 12 سنة زوجان (بورت) و (فيكي) يقومان بدهس طفل وقتله وعندما يتفحصانه يجدان أن رقبته كانت مقطوعة وأنه عبر الطريق هرباً من شخص ما فيقومان بحمل الجثة ووضعها في صندوق السيارة لأجل إعطائها للشرطة ثم يواصلان المسير ويصلان إلى قرية مهجورة تسمى (جاتلين) وهناك يواجهان كابوس مرعب جداً.

## الميزانية والإيرادات
كلفت ميزانية الفيلم قرابة 4.5 مليون دولار امريكي.

## وصلات خارجية
- أطفال الذرة (2009) على موقع IMDb (الإنجليزية)
- أطفال الذرة (2009) على موقع روتن توميتوز (الإنجليزية)
- أطفال الذرة (2009) على موقع نتفليكس (الإنجليزية)
- أطفال الذرة (2009) على موقع ألو سيني (الفرنسية)
- أطفال الذرة (2009) على موقع Turner Classic Movies (الإنجليزية)
- أطفال الذرة (2009) على موقع أول موفي (الإنجليزية)
- أطفال الذرة (2009) على موقع فيلمافينيتي (الإسبانية)
- أطفال الذرة (2009) على موقع قاعدة بيانات الفيلم (الإنجليزية)
- أطفال الذرة (2009) على موقع ليتربوكسد (الإنجليزية)
- أطفال الذرة (2009) على موقع كينوبويسك (الروسية)

اطفال الذرة على IMDB
أطفال الذرة على Rotten Tomatos